# متدثرة المواشي
متدثرة المواشي (الاسم العلمي: Chlamydia pecorum) هي نوع من البكتيريا يتبع جنس المتدثرة من الفصيلة المتدثرية.